# Partit Whig dels Estats Units
El Partit Whig dels Estats Units fou una important alternativa electoral al tradicional bipartidisme nord-americà durant la dècada dels anys 40 del segle xix a aquest país, fundat per membres de l'extint Partit Nacional-Republicà encapçalats per Henry Clay, i que al seu torn seria el precursor de l'actual Partit Republicà dels Estats Units.
Els Whigs es van esfondrar després del pas de la Llei de Kansas-Nebraska el 1854, amb la majoria dels Whigs del Nord que finalment es van unir a l'antiesclavista Partit Republicà i a la majoria de Whigs del Sud que es van unir al nativista American Party i més tard al Partit de la Unió Constitucional. Els darrers vestigis del partit Whig es van esvair després de la guerra civil nord-americana, però les idees de Whig van romandre influents durant dècades.
Va arribar a aportar a la presidència dels Estats Units 4 polítics:
- El 9è. William Henry Harrison (1841)
- El 10è. John Tyler (1841-1845)
- El 12è. Zachary Taylor (1849-1850)
- El 13è. Millard Fillmore (1850-1853)

També va aportar 2 vicepresidents:
- El 10è. John Tyler (4 de març de 1841 - 4 d'abril de 1841)
- El 12è. Millard Fillmore (4 de març de 1849 - 9 de juliol de 1850)